# Pryluki rajon
Pryluki rajon (ukrainsk: Прилуцький район, tr. Prylutskij rajon) er en af 5 rajoner i Tjernihiv oblast i Ukraine, hvor Pryluki rajon er beliggende i det sydøstlige hjørne af Tjernihiv oblast. Efter Ukraines administrative reform fra juli 2020 er den tidligere Pryluki rajon udvidet med byen af samme navn og andre nærtliggende rajoner, så det samlede befolkningstal for Pryluki rajon er nået op på 158.200.
I den historiske del af byen Pryluki findes monumentet, som ses til venstre, og som er dedikeret til Kijevrigets storfyrste Vladimir Monomakh. Han var i øvrigt både oldefar og navnefader til den danske konge Valdemar den Store. Bag monumentet gemmer sig den historie, at Vladimir Monomakh og hans følge i år 1085 blev beskyttet af byens fæstning mod en horde af polovtsere. Dette fortalte han om i sin berømte Instruktion til sine børn.